# Nit-Witty Kitty
«Котик, потерявший голову» (англ. Nit-Witty Kitty) — 61-й эпизод мультсериала «Том и Джерри», выпущенный 6 октября 1951 года. В этом случае кот, забыв свою роль, действует как мышонок, а Джерри считает своим долгом вернуть всё как было.

## Сюжет
Том гоняется за Джерри вокруг Мамочки Две Тапочки. Мамочка пытается ударить мышонка метлой, но попадает по Тому. От удара Том теряет память, и он начинает вести себя, как мышь. Мамочка, испугавшись, залезает на стул, но Том сбрасывает её со стула. Кот начинает есть сыр. Обиженный Джерри уходит в нору, однако Том идёт за ним. Джерри подслушивает разговор Мамочки с доктором, который сообщает, что у Тома амнезия. После разговора Мамочка Две Тапочки убегает от кота на ходулях, но Том отбирает у неё ходули и она падает.
Джерри пытается вылечить от амнезии Тома путём сильного удара по голове. Мышонок пытается ударить Тома по голове различными способами, но с седьмой попытки ему это удаётся. К коту возвращается память. Джерри рад и убегает в свою норку. Том ложится спать. Тем временем Мамочка подкралась к коту и ударила его битой по голове. Том, опять став мышью, возвращается в норку.

## Цензура
- Для показа в Америке были вырезаны все реплики Мамочки.

## Факты
- Выдержки мультфильма появятся в серии «Shutter Bugged Cat» 1967 года.
- Полка с тарелками (где стояла ваза) есть в серии Puss Gets the Boot.
- Это одна из 13 серий, закончившаяся триумфом Тома.